# Halmby
Halmby is een plaats in de gemeente Knivsta in het landschap Uppland en de provincie Uppsala län in Zweden. De plaats heeft 66 inwoners (2005) en een oppervlakte van 11 hectare.